# Jeanne Dirys
Jeanne Estelle Séraphine Boiget, connue sous le nom de scène de Jeanne Dirys, orthographié aussi Jeanne Dyris (notamment au cinéma), ou encore Jane Dirys, Jane Diris ou même Jeanne Diris, connue aussi comme Jeanne Iribe, née le 29 novembre 1886 dans le 12e arrondissement de Paris, morte le 12 février 1922 dans le 8e arrondissement de Paris, est une chanteuse, actrice de théâtre et de cinéma de la Belle Epoque.

## Biographie
Jeanne Dirys débute aux Capucines en 1906 en jouant Minerve dans Pâris ou le bon juge de Claude Terrasse,.
Après son mariage en 1911, elle joue sous le nom de Jeanne Iribe.
En 1915, Jean Cocteau écrit une transcription du Songe d’une nuit d’été, devant être joué au cirque Medrano, avec Jeanne Dirys dans le rôle travesti du Duc de Thésée, mais le projet n'aboutit pas,.
Au cinéma, elle s'illustre dans le rôle de Marie Bonheur, héroïne de L'Equipe, un roman de Francis Carco transposé à l'écran. Le film se termine sur une Marie Bonheur devenue hétaïre de haute volée mais plus que jamais amoureuse de « son homme ». Jeanne Dirys met dans ce personnage « toute la fatalité nécessaire », dit la presse. Le rôle lui va mieux qu'un gant. Elle joue les Marie Bonheur jusque dans sa vie privée.
Colette, amie de Jeanne Dirys, la sachant gravement atteinte, lors des premiers assauts d'un mal qui allait l’emporter, alerte Francis Carco en ces termes : « Jane Diris très souffrante [...]. Je me sens inutile amèrement devant ce grand joli corps qui est possédé par quelque chose d’invisible, d’actif et de capricieux. ».

## Revues, opérettes
- 1906 : Pâris ou le bon juge, opérette en deux actes de Claude Terrasse, livret de Robert de Flers et Gaston-Arman de Caillavet, au théâtre des Capucines, 1er mars, Minerve, avec Charles Lamy (Pâris), Germaine Gallois (Vénus), Alice Bonheur (Glycère)[3],[8],[9].
- 1908 : Oui, ma chère !,  de Jacques Bousquet et Georges Arnould, à La Cigale, La Commère[10],[11].
- 1909 : Ça fait la R'vue Michel, de Georges Nanteuil et Henri de Gorse, théâtre Michel, 21 novembre, La Duchesse[12],[13].

## Théâtre
- 1909 : Les Deux courtisanes, de Francis de Croisset, au théâtre Michel, 3 juin, Néréa[14],[15],[16].
- 1910 : Le Bouquet, d'Henri Meilhac et Ludovic Halévy, au théâtre de la Renaissance, 10 mai[17].
- 1911 : Le Cadet de Coutras, d'Abel Hermant et Yves Mirande, théâtre du Vaudeville, 9 février, Irma[18],[19],[20],[21],[22],[23].
- 1912 : Rue de la Paix, d'Abel Hermant, Marc de Toledo, théâtre du Vaudeville, 22 janvier, La marquise d'Hautefort[24].
- 1913 : Le Démon, d'Edmond Fleg, au théâtre Michel, Claire[25],[26].
- 1917 : Un soir quand on est seul, de Sacha Guitry, aux Bouffes-Parisiens, 2 juin, Sa conscience.

## Cinéma
- 1917 : Le Ravin sans fond, film muet français réalisé par Raymond Bernard et Jacques Feyder.
- 1917 : L'Instinct est maître de Jacques Feyder.
- 1920 : Une nuit de noces, film réalisé par Marcel Simon.
- 1922 : L'Équipe, d'après le roman de Francis Carco, de Maurice Lagrenée[27],[28],[29].
- 1923 : L'Idée de Françoise, réalisé par Robert Saidreau.

## Mode
Son image sert à faire la promotion des maisons de mode comme : Chanel, Drion-Régnier, Paquin, les fourrures Max ou Revillon…

## Vie privée
En 1911, elle se marie avec l'illustrateur de mode, Paul Iribe. Ils divorcent en 1918.